# METZ
METZ é uma banda de noise rock/post-hardcore de Toronto, Canada. A banda é formada pelo guitarrista e vocalista Alex Edkins, o baixista Chris Slorach e o  baterista Hayden Menzies.

## Discografia
- 2012 - METZ (Sub Pop)
- 2015 - II (Sub Pop)
- 2017 - Strange Peace (Sub Pop)
- 2020 - Atlas Vending (Sub Pop)
- 2024 - Up on Gravity Hill (Sub Pop / Dine Alone)